# Гней Емілій Цикатрікула Помпей Лонгін
Гней Емілій Цікатрікула Помпей Лонгин (лат. Gnaeus Pinarius Aemilius Cicatricula Pompeius Longinus) — римський політик і консул кінця першого — початку другого століть.

## Життєпис
За різними версіями його батьком був Помпей Лонгін, військовий трибун преторіанської гвардії, або Гней  Пінарій Емілій Цікатрікула, проконсул Африки. Але Лонгін або Цікатрікула всиновив його.
Лонгин народився близько 50 року. У 90 році він був призначений консулом-суффектом (разом з Луцієм Пуллаеном Полліоном), а до цього виконував обов'язки легата Юдеї (Legatus Augusti pro praetore) за правління Доміціана. За Давньоримськими військовими дипломами датованими 13 травня 86 та 8 червня 87 років підтверджено його права легата провінції Юдея, яку він покинув найпізніше у 90 р. для зайняття посади консула-суффекта, що дозволяє також припустити його успішне правління провінцією.
Пізніше Лонгин був легатом провінції Верхня Мезія, можливо, з 93 по 96 рік, а у 97/98 році керував Нижньою Паннонією.
Він, ймовірно, брав участь в походах в Банату і Олтенію у другій дакійської кампанії Траяна і став там новим намісником. У 104 році він був узятий в полон Дакійським царем Децебалом і покінчив життя самогубством через рік.